# Muraglia di Monte Ossoni
La muraglia di Monte Ossoni è un sito archeologico situato in territorio di Castelsardo, nella Sardegna settentrionale. È ubicato sulla cima dell'omonimo monte, un rilievo trachitico a forma tronco-piramidale che raggiunge un'altezza di 348 m s.l.m. e domina gran parte dell'Anglona e il tratto del golfo dell'Asinara dalla foce del Coghinas all'isola Rossa. 
Il complesso è composto da un piccolo villaggio e da una muraglia megalitica eretta a sua difesa, secondo uno schema comune nell'Eneolitico. La muraglia ha una lunghezza di circa 60 metri ed è realizzata con grossi blocchi di trachite appena sbozzati mentre le strutture abitative ubicate al suo interno (fortemente danneggiate durante l'installazione di un ripetitore Rai e di una postazione antincendi) non sono ancora state oggetto di indagini archeologiche approfondite. 
Le poche informazioni disponibili si hanno grazie ad alcuni saggi, effettuati nel 1979 dall'archeologo Alberto Moravetti, che restituirono materiale ceramico dal quale si poté attestare una prolungata permanenza nel sito a partire dall'Eneolitico evoluto e finale (culture di Monte Claro e del Vaso campaniforme) sino all'età storica.